# Rodica Simion
Rodica Simion (* 18. Januar 1955 in Rumänien; † 7. Januar 2000) war eine rumänisch-US-amerikanische Mathematikerin, die sich mit algebraischer und abzählender Kombinatorik beschäftigte.
Simion studierte an der Universität Bukarest (Vordiplomabschluss 1974) und (nach ihrer Auswanderung in die USA 1976) an der University of Pennsylvania, wo sie 1981 bei Herbert Wilf promoviert wurde (On compositions of multisets). Sie lehrte an der Southern Illinois University und dem Bryn Mawr College, bevor sie ab 1987 an der George Washington University war, wo sie 1997 eine volle Professur erhielt.
Mit Frank Schmidt untersuchte sie die Struktur der Menge der Permutationen von n Objekten, die ein Permutations-Muster von drei Objekten auslassen (zum Beispiel bewiesen sie die Unabhängigkeit der Anzahl von der Wahl des Musters der drei Objekte). Sie befasste sich auch mit der Kombinatorik spezieller Funktionen (mit Dennis Stanton) und nichtkreuzenden Zerfällungen (noncrossing partitions). Richard P. Stanley benannte Simsun-Permutationen nach ihr und Sheila Sundram, den Entdeckern.
Sie organisierte die 1995 eröffnete Mathematik-Ausstellung Beyond Numbers im Maryland Science Museum.

## Schriften
- Convex polytopes and enumeration. Advances in applied mathematics, Band 18, 1997, S. 149–180
- Noncrossing partitions. Discrete Mathematics, Band 217, 2000, S. 367–409